# Erzengel-Michael-Kirche (Dębno Podhalańskie)

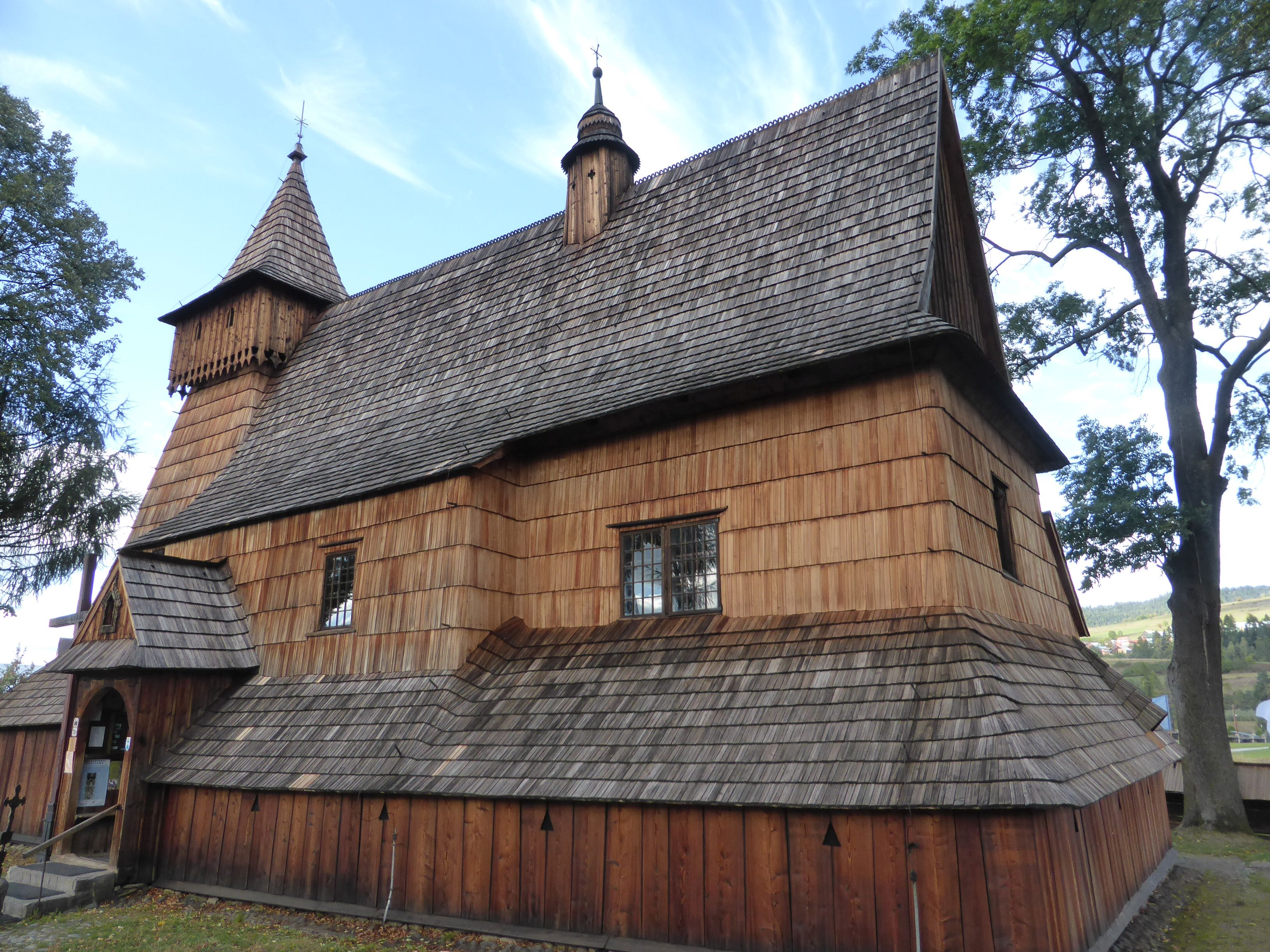
Erzengel-Michael-Kirche in Dębno Podhalańskie

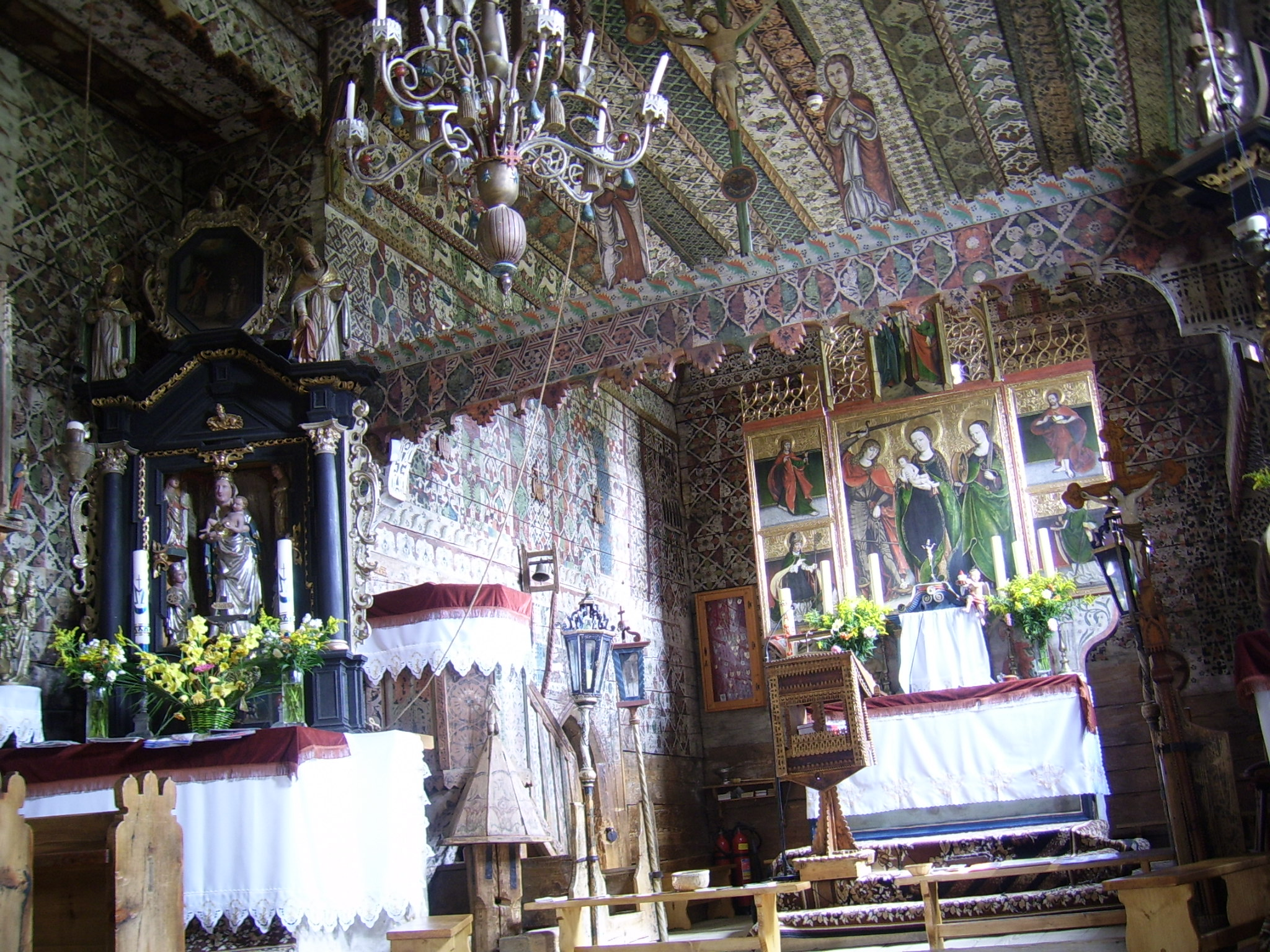
Innenausstattung der Erzengel-Michael-Kirche in Dębno Podhalańskie

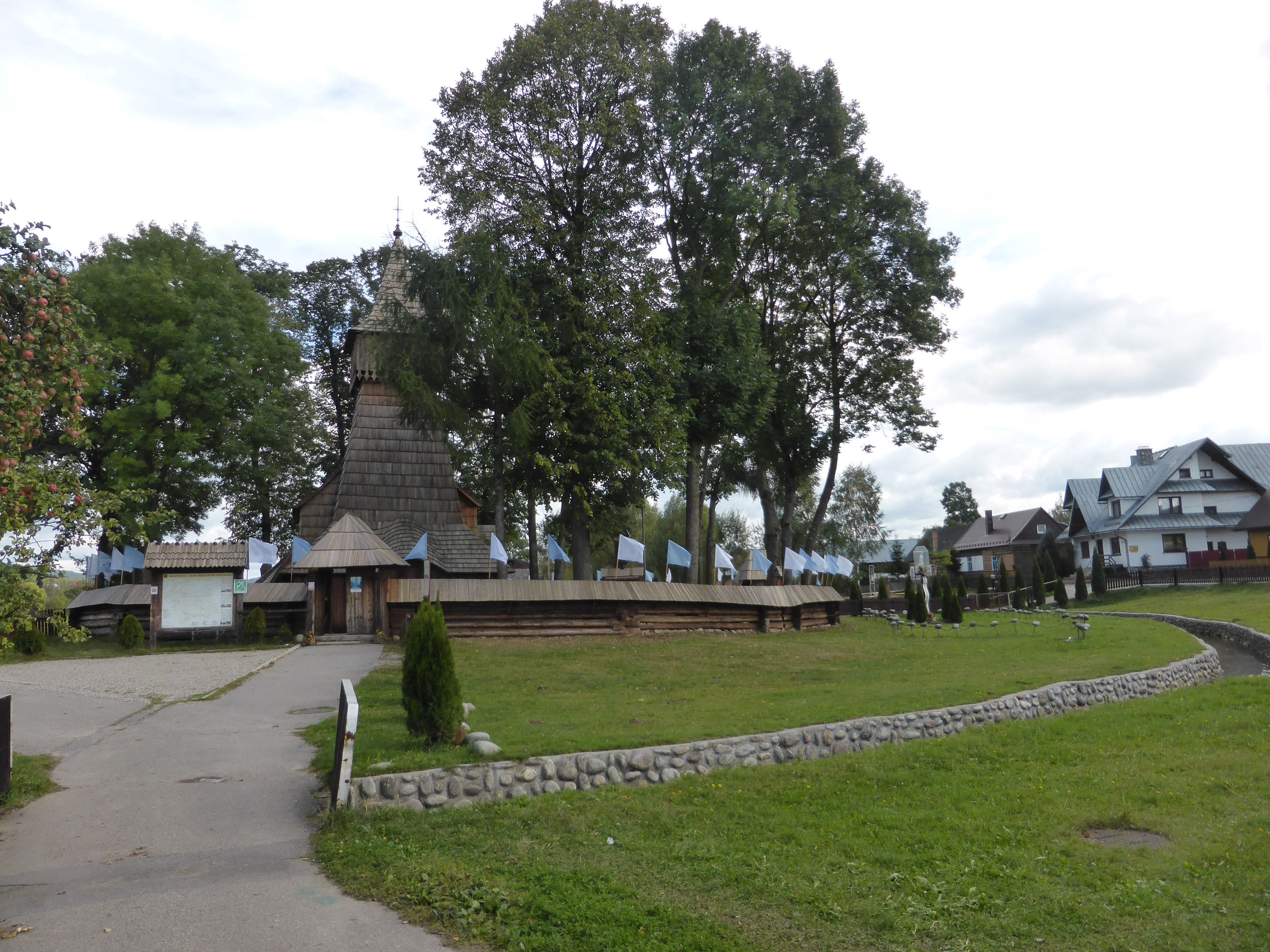
Anlage der Erzengel-Michael-Kirche

Die Erzengel-Michael-Kirche ist eine Holzkirche in Dębno Podhalańskie in der Wojewodschaft Kleinpolen (ul. Koscielna 42). Das Gebäude wurde 2003 in die Liste des Weltkulturerbes der UNESCO aufgenommen. Die Kirche befindet sich auf der sogenannten Holzarchitekturroute von Małopolska (Kleinpolen).

## Geschichte
Die Kirchengründung steht in Zusammenhang mit der Tätigkeit des Zisterzienserordens in Ludźmierz; die erste urkundliche Erwähnung eines Kirchenbaus stammt aus dem Jahr 1335. Die jetzige Kirche wurde 1490 erbaut, der Kirchturm wurde laut der Inschrift auf dem Sturz 1601 hinzugefügt. Das Presbyterium der Kirche ist nach Osten ausgerichtet.

## Ausstattung
Die Kirche ist aus Tannen- und Lärchenholz gemacht. Die einzelnen Teile wurden durch Kammverbindungen miteinander verbunden, d. h. die in verschiedenen Ebenen liegenden Hölzer wurden mit kammartigen Falzen verbunden. Eiserne Nägel wurden nicht verwendet.
Im Kircheninneren befinden sich polychrome Malereien aus dem 15. und 16. Jahrhundert mit geometrischen und floralen Mustern, welche alle Decken und Wände (außer einzelnen Wandpartien des Kirchenschiffes), auch Chorgeländer, Kanzel und Bänke bedecken.  Es konnten 77 Muster unterschieden werden, die in 12 Anordnungen und 33 Farbvarianten auftreten. Hinzu kommen gotische Architekturelemente (Bögen, Spitzen, Maßwerke). An den Wänden finden sich auch Konsekrationskreuze.
In der Kirche befindet sich ein spätgotisches Triptychon aus dem frühen 16. Jahrhundert, ein Kreuz stammt von 1380, der Tabernakel ist aus dem frühen 14. Jahrhundert, ebenso befindet sich in der Kirche ein Glockenspiel (Musikinstrument) aus dem 15. Jahrhundert.